# Cừu Berichon Indre

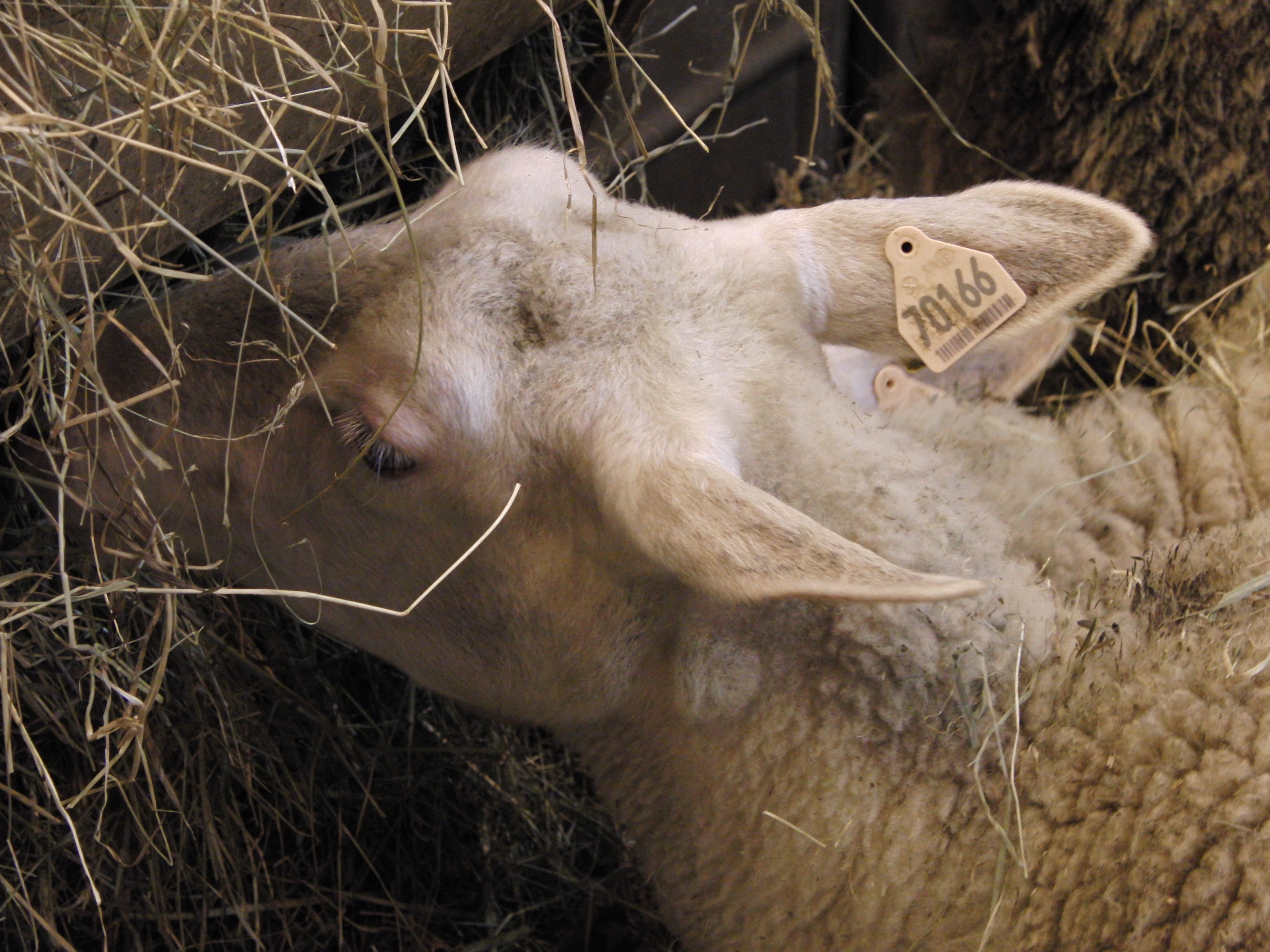
Cừu Berrichon de l indre

Cừu Berichon Indre (tiếng Pháp: Berrichon de l'Indre) là một giống cừu có nguồn gốc từ Pháp. Con cừu đã có mặt trong một thời gian dài ở Berry, nơi chúng có thể được nhân giống trong thế kỷ XVIII với cừu Merino. Chúng được phân biệt với giống cừu Berichon Cher trong thế kỷ XIX, khi nó được lai với các giống cừu Anh để cải thiện đặc điểm cho thịt khi cừu Berry Indre đã trung thành với nguyên gốc của nó. Đây là giống cừu đầy lông và da trắng, và các cấu trúc trung bình. Nó tạo ra chất lượng thịt và các con chiên sung mãn. Nó hiện đang bị đe dọa và đối tượng của một chương trình bảo tồn. Có khoảng 7.000 loài cá thể ngày nay.

## Lịch sử
Nguồn gốc chính xác của giống cừu Berry Indre là không chắc chắn. Bởi những khuyết điểm, có thể biết rằng nuôi cừu là rất lâu trong vùng Berry nơi chúng đến từ đâu, tại một thời điểm chúng đại diện cho nguồn thu nhập chính của nông dân. Sự hiện diện của chúng trong khu vực có thể có niên đại từ thời kỳ Gallic bởi một số tác phẩm. Tuy nhiên người ta cho rằng dân số mà có người ở khu vực sau đó là rất khác nhau với hiện nay. Trong khắc thế kỷ mười sáu đại diện cho cừu Berry cho thấy loài động vật trong len dài và mịn màng, với một mái tóc ở phía trước.
Một mô tả của Cha Cartier cũng cho vay để phạt tiền lông cừu cừu Berrichon xoăn như cừu Roussillon và chiếm đỉnh đầu. Các thông tin này một số chuyên gia cho rằng các quần thể của cừu địa phương có thể được lai giống vào thời điểm đó với cừu Merino từ Tây Ban Nha, và đặc biệt là những con đã được nhập khẩu vào khu vực do ông Perce ở Chambord năm 1752 hoặc bởi Marquis Barbançois của Indre trong 1768. Những hàng nhập khẩu đã được chắc chắn ảnh hưởng đến giống cừu.
Trong những năm đầu thế kỷ XIX, mặt hàng len đang trải qua việc giảm giá, đặc biệt là kể từ năm 1825, cừu Merino thoái trào. Do đó, cừu Berry giống nhập giống cừu thịt từ Anh để cải thiện cấu tạo của chúng như là cừu Southdown. Tất cả các nhà lai tạo không phù hợp với chính sách này giao cắt, và giữ lại cừu Berrichon không thay đổi của họ cũng thích nghi với khu vực. Do đó, dân số cừu Berrichon được chia thành hai nhánh. Một là, bao gồm các giống cừu được cải thiện bằng cách lai tạo với các giống cừu Anh, dẫn đầu là cừu Berry Cher, trong khi ở nữa kia, mà vẫn gần gũi hơn với dân số ban đầu là những giống nguyên thủy thuần chủng và đó chính là cừ Berry Indre.

## Đặc điểm
Cừu Berry Indre là một giống cừu có kích thước trung bình. Trong thực tế, những con cừu cái cân nặng từ 60 đến 70 kg và cừu đực dao động giữa 80 và 110 kg. Nó có một cái cổ dài, mà kết thúc với một cái đầu màu trắng mỏng và thon dài. Con cái đeo tai chiều dài trung bình. Cả con đực và con cái đều khuyết sừng. Lông cừu màu trắng, và không bao gồm đầu hoặc chân tay và bụng. Chúng nặng 1,5 kg ở con cái và 2,5 kg ở con đực.
Các con cừu Berry Indre có ngực sâu và trở lại cơ bắp, mông rộng lớn dài. Vẫn duy trì loại ban đầu của nó, cừu Berry Indre đã giữ sức chịu đựng và thích nghi của nó đến môi trường ban đầu của nó mà có thể hài lòng với thức ăn thô xanh và một chế độ ăn nghèo dinh dưỡng. Nó phù hợp một cách dễ dàng, ngay cả ở những nơi thuận lợi nhất như quần đảo Kerguelen. Cừu rất sung mãn, với trung bình 1,7 con chiên trong mỗi lứa đẻ của nó.
Giống cừu này là cho năng xuất thịt chất lượng hấp dẫn của nó. Nó có một sản lượng thịt tinh (thịt xẻ) khoảng 50%, nhưng có thể đạt 52%, thậm chí 55%. Cừu Berry Indre cũng sản xuất một lượng len chất lượng tốt, mặc dù ít hơn so với cừu Merino. Cừu Berry Indre được sinh ra trong các vùng của Indre, một tỉnh cũ của Berry. Khi giới hạn trong Champagne Berry, cuộc đua chinh phục Indre và một số bang lân cận. Chúng thậm chí còn được xuất khẩu sang Đức, Bỉ, Bắc Phi và đảo Kerguelen. Nó đại diện cho một dân số vào năm 2005 khoảng 7.000 loài động vật trong đó có 1000 con cừu cái và 50 cừu đực được đăng ký trong chương trình.
Trán chúng phẳng, xương mũi lồi ra, chúng có hố nước mắt, mõm của chúng mỏng, môi hoạt động, răng cửa sắc, nhờ đó chúng có thể gặm được cỏ mọc thấp và bứt được những lá thân cây mềm mại, hợp khẩu vị trên cao để ăn. Chúng có thói quen đi kiếm ăn theo bầy đàn, tạo thành nhóm lớn trên đồng cỏ. Trong da chúng có nhiều tuyến mồ hôi và tuyến mỡ hơn dê. Bởi thế chúng bài tiết mồ hôi nhiều hơn và các cơ quan hô hấp tham gia tích cực hơn vào quá trình điều tiết nhiệt. Mô mỡ dưới da của chúng phát triển tốt hơn dê và ngược lại ở các cơ bên trong của chúng có ít tích lũy mỡ hơn dê. 

## Chăn nuôi

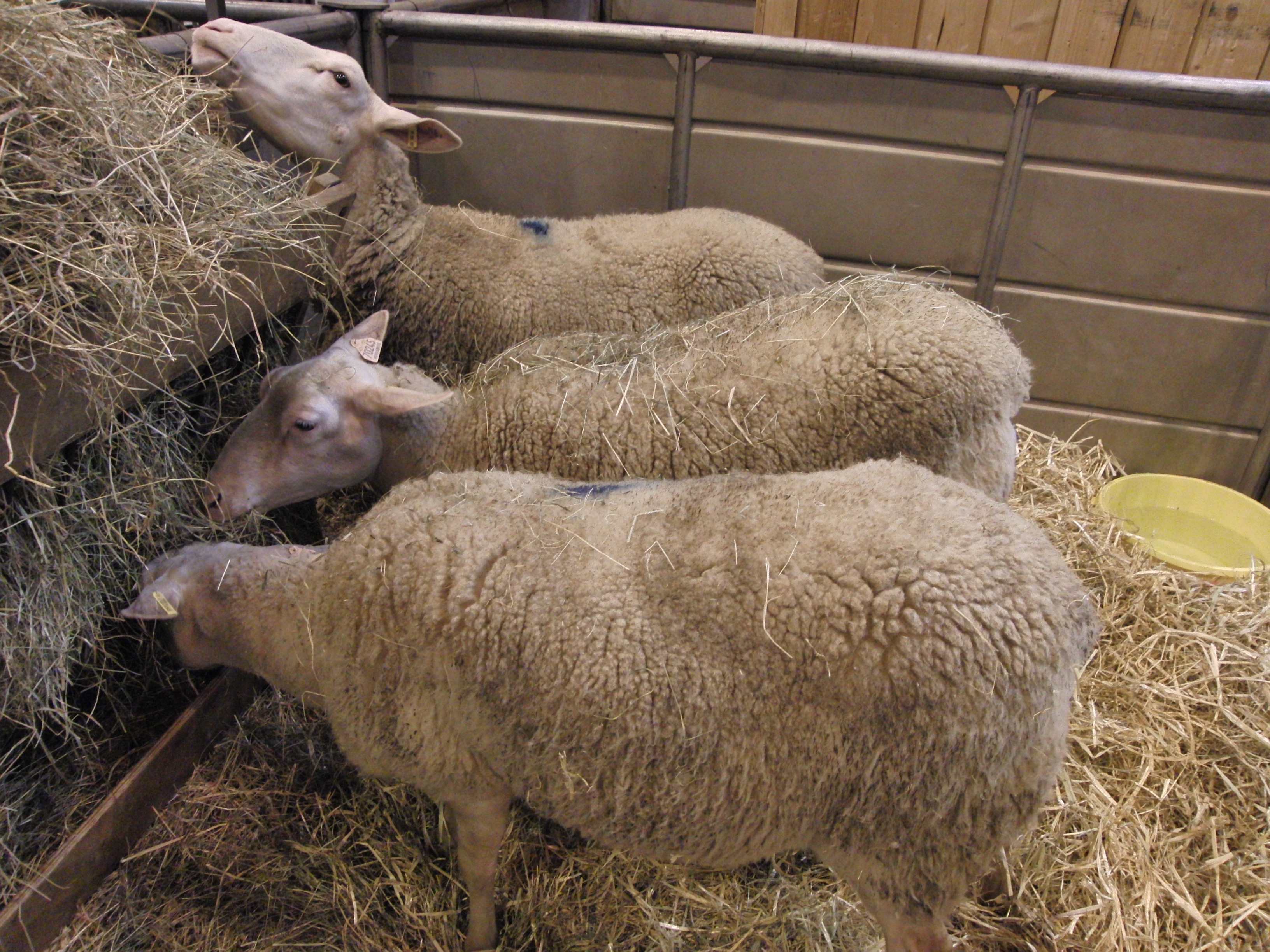
Cừu Berrichon de l indre

Chúng có tính bầy đàn cao nên dễ quản lý, chúng thường đi kiếm ăn theo đàn nên việc chăm sóc và quản lý rất thuận lợi. Chúng cũng là loài dễ nuôi, mau lớn, ít tốn công chăm sóc. So với chăn nuôi bò thì chúng là vật nuôi dễ tính hơn, thức ăn của chúng rất đa dạng, thức ăn của chúng là những loại không cạnh tranh với lương thực của người. Chúng là động vật có vú ăn rất nhiều cỏ. Hầu hết chúng gặm cỏ và ăn các loại cỏ khô khác, tránh các phần thực vật có gỗ nhiều. Chúng có chế độ hoạt động ban ngày, ăn từ sáng đến tối, thỉnh thoảng dừng lại để nghỉ ngơi và nhai lại. Đồng cỏ lý tưởng cho chúng như cỏ và cây họ Đậu. Khác với thức ăn gia súc, thức ăn chính của chúng trong mùa đông là cỏ khô.
Chúng là loài ăn tạp, có thể ăn được nhiều loại thức ăn bao gồm thức ăn thô xanh các loại như: rơm cỏ tươi, khô, rau, củ quả bầu bí các loại, phế phụ phẩm công nông nghiệp và các loại thức ăn tinh bổ sung như cám gạo ngũ cốc. Mỗi ngày chúng có thể ăn được một lượng thức ăn 15-20% thể trọng. Chúng cần một lượng thức ăn tính theo vật chất khô bằng 3,5% thể trọng. Với nhu cầu 65% vật chất khô từ thức ăn thô xanh (0,91 kg) và 35% vật chất khô từ thức ăn tinh (0,49 kg). Khi cho chúng ăn loại thức ăn thô xanh chứa 20% vật chất khô và thức ăn tinh chứa 90% vật chất khô.
Nguồn nước uống là nhu cầu cơ bản của chúng. Lượng nước cần cho chúng biến động theo mùa và loại và chất lượng thực phẩm mà chúng tiêu thụ. Khi chúng ăn nhiều trong các tháng đầu tiên và có mưa (kể cả sương, khi chúng ăn vào sáng sớm), chúng cần ít nước hơn. Khi chúng ăn nhiều cỏ khô thì chúng cần nhiều nước. Chúng cũng cần uống nước sạch, và có thể không uống nếu nước có tảo hoặc chất cặn. Trong một số khẩu phần ăn của chúng cũng bao gồm các khoáng chất, hoặc trộn với lượng ít.

## Chăm sóc
Sau khi cho phối giống 16-17 ngày mà không có biểu hiện động dục lại là có thể cừu đã có chửa, Căn cứ vào ngày phối giống để chuẩn bị đỡ đẻ cho cừu (thời gian mang thai của cừu 146-150 ngày) nhằm hạn chế cừu sơ sinh bị chết; Có thể bồi dưỡng thêm thức ăn tinh và rau cỏ non cho cừu có chửa nhưng tuyệt đối tránh thức ăn hôi mốc; Khi có dấu hiệu sắp đẻ (bầu vú căng, xuống sữa, sụt mông, âm hộ sưng to, dịch nhờn chảy ra, cào bới sàn...) nên nhốt ở chuồng riêng có lót ổ rơm và chăn dắt gần, tránh đồi dốc.
Thông thường cừu mẹ nằm đẻ nhưng cũng có trường hợp đứng đẻ, tốt nhất nên chuẩn bị đỡ đẻ cho cừu; Sau khi đẻ cừu mẹ tự liếm cho con. Tuy nhiên, vẫn phải lấy khăn sạch lau khô cho cừu con, nhất là ở miệng và mũi cho cừu con dễ thở. Lấy chỉ sạch buộc cuống rốn (cách rốn 4–5 cm), cắt cuống rốn cho cừu con và dùng cồn Iod để sát trùng; Giúp cừu con sơ sinh đứng dậy bú sữa đầu càng sớm càng tốt (vì trong sữa đầu có nhiều kháng thể tự nhiên); Đẻ xong cho cừu mẹ uống nước thoải mái (có pha đường 1% hoặc muối 0.5%).
Cừu con trong 10 ngày đầu sau khi đẻ cừu con bú sữa mẹ tự do; Từ 11-21 ngày tuổi cừu con bú mẹ 3 lần/ngày, nên tập cho cừu con ăn thêm thức ăn tinh và cỏ non, ngon; 80-90 ngày tuổi có thể cai sữa. Giai đoạn này phải có cỏ tươi non, ngon cho cừu con để kích thích bộ máy tiêu hóa phát triển (đặc biệt là dạ cỏ) và bù đắp lượng dinh dưỡng thiếu hụt do sữa mẹ cung cấp không đủ; Cừu sinh trưởng và phát triển nhanh, mạnh ở giai đoạn này.